# Нойель, Шарль де
Шарль де Нойель (фр. Charles de Noyelle; 27 декабря 1615, Брюссель — 12 декабря 1686, Рим) – бельгийский иезуит, двенадцатый генерал Общества Иисуса (ордена иезуитов).

## Биография
Окончив школы в Монсе и Ипре, Шарль поступил в иезуиты в возрасте 15 лет (1630). После послушничества изучал философию и теологию в Лувене , где также был рукоположен в священники в 1644 году. По приказу руководства стал профессором богословия в Антверпене . Работал ректором школы в Кортрейке в течение трёх лет, после чего был вызван в Рим в качестве заместителя секретаря ордена (1653).
В 1661 году Джованни Паоло Олива назначил его своим помощником по германским провинциям: занимал эту должность в течение 20 лет, будучи генеральным викарием и делегатом генерала во многих миссиях.
На Генеральной Конгрегации после смерти Оливы Шарль де Нойель был единогласно избран в первом голосовании 5 июля 1682 года настоятелем-майором. Это был единственный случай (кроме Лойолы) единогласного избрания генерала ордена.
После своего избрания в генералы ордена встал на сторону папы Иннокентия XI в его конфликте с королём Франции Людовиком XIV, стремившегося укрепить абсолютизм за счёт папских прерогатив, и спорами по поводу епископской кафедры Кёльна, вызывая различные проблемы.  Папа осуждал стремление французского духовенства к утверждению своей автономии и дисциплинарной независимости от Рима (так называемая доктрина свободы галликанской церкви). Позиция короля, занятая в отношении Декларации духовенства Франции 1682 г. , вызвала негодование понтифика, который попытался подавить иезуитский орден, не дав ему право принимать  послушников. Это поставило Общество Иисуса во Франции в затруднительное положение.